# Martie 1996
Acest articol este generat integral pe baza informațiilor din articolul 1996 și este actualizat periodic de un robot.
 Editările făcute în articol vor fi șterse la următoarea actualizare! Dacă doriți să faceți modificări, editați articolul-sursă.

ianuarie -
februarie -
martie -
aprilie -
mai -
iunie -
iulie -
august -
septembrie -
octombrie -
noiembrie -
decembrie
Martie 1996 a fost a treia lună a anului și a început într-o zi de vineri.

## Evenimente
- 20 martie: Începe scandalul „vacii nebune”, odată cu anunțul că bovinele atinse de ESB pot transmite omului maladia Kreutzfeldt-Jakob.
- 22 martie: La ședința Consiliului Suprem de Apărare a Țării se apreciază că principalii factori care primejduiesc siguranța națională sunt: infracționalitatea economico-financiară, crima organizată, corupția, traficul ilicit de arme și stupefiante.[1]
- 28 martie: La propunerea PAC, Ilie Ilașcu a fost propus drept candidat la Premiul Nobel pentru Pace pe 1996. Liderul PAC, Nicolae Manolescu, afirmă că această candidatură a fost acceptată de către comitetul Nobel din Norvegia.[1]
- 30 martie: La Congresul extraordinar al PNL, Radu Câmpeanu, președintele partidului, este desemnat candidat la Președinția României.

## Nașteri
- 6 martie: Timo Werner, fotbalist german (atacant)
- 18 martie: Adrián Rus, fotbalist român
- 19 martie: Alexandru Tudorie, fotbalist român (atacant)
- 20 martie: Russ Millions, rapper de drill din Regatul Unit
- 21 martie: Vlad Olteanu, fotbalist român
- 22 martie: Ionuț Constantin Panțîru, fotbalist român
- 23 martie: Alexander Albon, pilot de curse thailandez
- 24 martie: Valentino Lando Lazaro, fotbalist austriac
- 28 martie: Benjamin Pavard, fotbalist francez
- 31 martie: Kira Hagi, actriță română

## Decese
Naseem Hijazi (n. Sharīf Husain), 81 ani, scriitor pakistanez (n. 1914)
Léo Malet, 86 ani, scriitor francez (n. 1909)
Alberto Pellegrino, 65 ani, scrimer italian (n. 1930)
Gheorghe Eșanu, 68 ani, solist de operă (bariton) din Republica Moldova (n. 1927)
Walter Sullivan, jurnalist american (n. 1918)
Ioanid Romanescu (n. Valentin Tudose), 58 ani, poet român (n. 1937)
Edmund Muskie, 81 ani, politician american (n. 1914)
Krzysztof Kieślowski, 54 ani, regizor de film și scenarist polonez (n. 1941)
Valerian Zaharia, episcop al Bisericii Ortodoxe Române (n. 1905)
René Clément, 82 ani, regizor de film și scenarist francez (n. 1913)
Odysseas Elytis, poet grec (n. 1911)